# Meester Jesper
Jesper Hesseling, beter bekend als Meester Jesper, is een Nederlandse acteur, youtuber, artiest, leraar en content creator. Met zijn uitlegfilmpjes op Instagram en TikTok kreeg hij landelijke bekendheid. Jesper bezit ook een van de grootste particuliere Spotify-afspeellijsten van Nederland: Monthly Hits.

## Levensloop

### Beginjaren
Jesper is meester van groep 7 en 8 en vader van twee dochters. Naast vader van een gezin en meester voor de klas startte hij in 2020 zijn TikTok-account om leerlingen en hun ouders thuis te helpen met schoolwerk tijdens de lockdown. Na acht maanden behaalde hij al 130.000 volgers. Hij legt met zijn filmpjes onder andere rekenvraagstukken simpel uit. In dat zelfde jaar nomineerde Zapp hem voor de award 'Favoriete Ster Online'.

### Carrière
Meester Jesper werd vooral bekend door zijn Spotify-afspeellijst die hij in 2017 oprichtte. In 2018 startte hij zijn eigen platenlabel: Monthly Hits Records, vernoemd naar de gelijknamige afspeellijst. In 2021 maakte Jesper zijn acteerdebuut in de Nederlandse kinderfilm De Grote Sinterklaasfilm: Trammelant in Spanje. Samen met Love Piet heeft Meester Jesper ook het sinterklaaslied “Pietendiploma” uitgebracht.
In 2022 bracht hij zijn eigen boek uit Het ultra coole Meester Jesper boek waarin hij weetjes, uitdagingen, verhalen uit zijn klas, tips en tricks deelt. In 2023 verscheen zijn fictiedebuut: 'Meester Jesper & de TikTok Battle'.
Na een eerdere nominatie won hij in 2023 de Zapp Award voor ‘Favoriete Ster Online’. 

## Televisieprogramma's
NPO 1:
- De Slimste Mens (2023)

NPO 3:
- Say Whut!? (2024)
- Pokerface (2024)